# Oa
Oa és un llogarret de la parròquia de San Cristovo de Xavestre, al municipi de Trazo i la província de la Corunya.
La tradició popular diu que el nom del poble prové del desconeixement que antigament tenien els habitants sobre a quina parròquia pertanyia el vilatge. El 1887 tenia 25 edificis. Pel que fa a patrimoni, hi ha la capella de San Xosé, i es conserven batans –màquina que aprofita l'energia hidràulica per transformar teixits oberts en atapeïts–, eines agrícoles i fàbriques de llum que estaven situades a la vora del riu Chonia, ara en desús, però que van subministrar d'electricitat fins a la dècada de 1950 la zona. A Oa encara es conserven, de fet, els darrers batans actius a Galícia, així com els darrers mestres d'aquest ofici vinculats a aquesta maquinària. Altrament, hi ha associació de veïns, que s'ha dedicat especialment a posar en valor el patrimoni històric, artístic i etnogràfic del lloc.